# Swiggy
Swiggy是一家印度网上订餐平台和外送公司，总部位于班加羅爾。 除了食品配送，该平台还通过Swiggy Genie提供当日快遞服務。

## 历史
2011年，一个名为Bundl的电子商务网站成立，該網站的業務主要與快递和运输有關。  Bundl于2014年停业。  Bundl的兩位創始人又於同年8月创立了Swiggy。
2024年11月，Swiggy 首次公开募股，並成為一家上市公司。 